# 似顔絵検定
似顔絵検定（にがおえけんてい）は、特定非営利活動法人日本似顔絵検定協会が2007年より実施する検定試験である。

## 概要
試験は年3回実施されている。全国の専門学校、大学、高等学校など30会場程度（外部受験者の受け入れを行わず、自校の学生・生徒のみが受験する学校もある）で実施されており、その際、特定非営利活動法人日本漫画能力検定協会の実施する「漫画能力検定」と同日・同会場での開催となる。

## 試験概要
問題用紙に掲載されている人物の写真をもとに、指示されたシチュエーションで似顔絵を作成する。
試験は難易度によって6段階の級（1級、準1級、2級、準2級、3級、4級）に分かれ、それぞれ目標レベルや試験時間が異なる（後述）。それぞれの級に標準対象者（年齢・学年によって区分される）が設定されているが、これらはあくまで目安であり、年齢による受験制限はない。

## 採点・評価基準
採点・評価基準は、主に以下の項目（全体項目）が挙げられている。
| 解答の採点項目           | 採点内容 |
| ------------------------ | --- |
| 問題で指定された項目     | それぞれの問題文の中で指示された内容（顔の向き、背景、服装、持ち物、アクションポーズ、色入れ、風刺等）で採点される。 内容は級によって異なる。                       |
| パーツのポジション       | 目、鼻、口、眉、耳等のパーツ相互のポジション、あるいは顔全体において、それぞれの位置が適切であるかどうか。 例えば、あごの長さ、目と目の距離など。                   |
| 面積感                   | パーツそれ自体が大きい、小さいなどの捉え方が適切かどうか。また、パーツ以外の部位の面積感が適切かどうか。 例えば、顔の面積と髪の面積の比率、おでこが広い、狭いなど。 |
| 全体のデフォルメ         | 全体としての特徴がデフォルメされ、面白く描けていて、モデルに似ているか。                                                                                            |
| 線、ベタ、影等の仕上がり | 画材は何を使用しても良いが、筆記用具の使用が適切で、線やベタや影が綺麗に描けているか。                                                                              |

上記の全体項目に加え、下記の採点対象部位部分項目が採点・評価基準となる。
| 採点対象部位               | 採点内容                                                       |
| -------------------------- | -------------------------------------------------------------- |
| 顔の輪郭                   | 顔の輪郭の特徴が上手く描けているか                             |
| 目の形状                   | まぶた、瞳、まつげの形状が似ていて表情が上手に表現されているか |
| 眉毛                       | 長さや太さ、毛量、形状が似ているか                             |
| 口の形状                   | 歯や唇の厚さや大きさ等が似ていて表情が適切に描けているか       |
| 鼻の形状                   | 高さ、長さ、大きさ、形状が似ているか                           |
| 耳の形状                   | 形、厚さ、大きさ、位置やピアス・イヤリング等の形状が似ているか |
| ほほ・ほほ骨の形状         | ほほの膨らみや柔らかさ、骨っぽさ等が適切に表現されているか     |
| しわ・たるみの形状         | 年齢を表す、しわ・たるみ等が適切に表現されているか             |
| ほくろ・しみの位置         | ほくろやしみの位置等で特徴を掴んでいるか                       |
| 髪型・ひげの形と量         | 髪型やひげ・髪飾り、頭の形状が似ているか                       |
| 服装（帽子・洋服・所持品） | 指定された服装等が描けているか                                 |

## 各級の試験概要
先に述べた通り、同検定には以下の6段階の級があり、それぞれ出題数、試験時間、モデルとなる人物などが異なる。
| 級  | 出題数 | 試験時間 | 概要 |
| --- | ------ | -------- | --- |
| 4   | 2      | 60分     | 同検定においては最も易しい級である。モデルとなる人物は、2題とも日本人の20代男女が出題されることが多い。 2人分のバストアップの似顔絵をペンで描画する。 |
| 3   | 2      | 60分     | 4級同様、2題とも日本人の20代男女をモデルに出題されることが多いが、モデルに笑顔などの表情が加わっており、それらの表現力が問われる。 2人分のバストアップの似顔絵をペンで描画する。 |
| 準2 | 3      | 90分     | 問題数が1題増え、モデルに3、4級に出題されない日本人の子供または中年男女が出題される。 また、同級より全身を描画する課題が出題されるため、顔のみならず、全身のデフォルメを行う技量が問われる。 |
| 2   | 3      | 90分     | 問題数、モデルの傾向は準2級と大差ないが、同級より解答への着色が必要となるため、モデルの特徴を捉えて描画することに加えて、色彩感覚も問われる。 モデルを特定のシチュエーション下（職業が多い）において描画する問題も出題されるため、解答作成には想像力も必要となる。 |
| 準1 | 4      | 120分    | 問題数が1題増え、モデルに乳幼児や外国人など、一部の受験者には馴染みの薄い人物の描画が求められる。同級より、風刺画が出題される。 主に試験実施時に各メディアにて話題となっている政治家（同級では2名程度）を題材とする問題のため、政治を的確かつ面白おかしく批判する能力が必要となる。 なお、似顔絵の検定であるため、モデルとなる政治家の特徴を正確に描画する必要があることは言うまでもない。                                                          |
| 1   | 5      | 120分    | 同検定最難関の級であり、問題数は最多の5題となる。モデルとなる人物のタイプは、準1級同様、多岐に亘るが、人物を動物や物語上の登場人物に見立てて描画する問題も出題されるため、単に写真を模写するスキルのみでは解答が難しい。 準1級に続き、風刺画が出題される。同級では9名程度の政治家を題材に描画するのだが、各国首脳クラスの政治家が題材となり、その中から複数名の掛け合いや風刺が問題となることが多いため、昨今の政治・外交に関する知識も必要となる。 |

## 合格者の特典
同検定に合格した受験者には、合格証として認定カードが発行される。カードの色は、4、3級が銀色、準2級以上の級は金色となる。

## 公認似顔絵師
同検定準1級、1級合格者は、高いスキルを保持する似顔絵師として、「公認似顔絵師」への登録が可能となる。これにより、自身の作品の発表の場が提供されるため、似顔絵師としての創作・営業活動におけるアドバンテージとなると考えられる。

## 参考書
試験合格および資格取得に向けた学習用の資料として、以下の書籍がある。店頭販売はされておらず、情報学習新聞社公式サイト上にて販売されている。
- 「ワンポイントで楽しむ似顔絵18のテクニック」ISBN 978-4817032843
- 「似顔絵検定 精選問題集」ISBN 978-4900931312